# 浙江医院

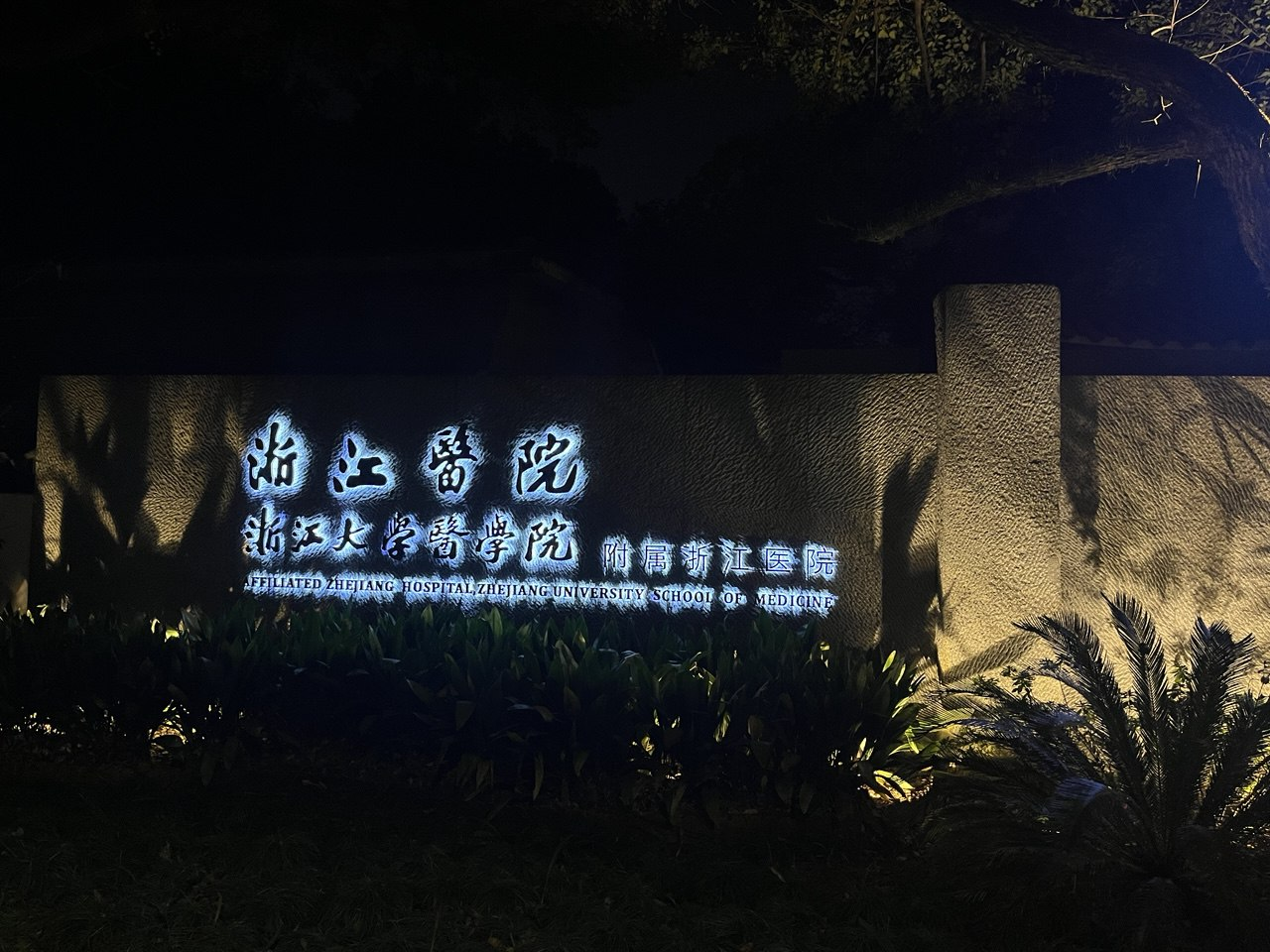
浙江医院灵隐院区

浙江医院，又名浙江大学医学院附属浙江医院，位于杭州市灵隐路12号，毗邻杭州花圃和杭州植物园，隶属于浙江省卫生厅，始建于1954年。建院初期以干部医疗保健和涉外医疗为主，1979年全面对外开放。目前是一所集医疗、教学、科研、预防和保健于一体的综合性三级甲等医院，也是杭州市西部急救中心。

## 概况
医院占地面积6.6万平米，医疗用房面积5.5万平米，开放800张床位，设临床专科35个，病区（包括ICU、CCU）18个，临床诊疗中心8个，医技科室11个。现有职工1000余人，其中183名高级职称，263名中级职称，3人享受国务院特殊津贴，卫技人员占全院职工的80％以上。

## 名衔
- 浙江省首家涉外医疗定点医院
- 省市首批医保定点医院
- 浙江省老年病防治培训基地
- 浙江省全科医学临床培训基地
- 浙江大学及其他省内医学院校的教学医院
- 美国纽约上州医科大学合作医院
- 德国心脏中心合作医院
- 国家药物临床试验机构
- 卫生部《心律失常诊疗技术》培训基地
- 卫生部医院管理研究所临床医学工程技术研究基地
- 卫生部骨质疏松症诊疗技术协作基地
- 全球救援支援网络北京环宇国际救援中心（SOS）的网络单位

## 荣誉
- 全国文明单位
- 省级绿色医院
- 明码标价示范医院
- 杭州市平安示范医院

## 交通
可乘坐公交车7路、27路、游1路、游2路、游3路、K807路（洪春桥站），15路、28路、82路、游5路（曲院风荷站）到达。